# Tim Drexler
Tim Drexler (* 6. März 2005 in Bruchsal) ist ein deutscher Fußballspieler. Der Innenverteidiger spielt aktuell für die TSG 1899 Hoffenheim und ist Nachwuchsnationalspieler.

## Karriere

### Vereine
Im Jahr 2016 wechselte Drexler von seinem Heimatverein FzG Münzesheim in die Jugendakademie der TSG 1899 Hoffenheim. Dort durchlief er die unterschiedlichen Altersklassen und spielte im Dezember 2022 beim Ligaspiel gegen den FC-Astoria Walldorf erstmals für die 2. Mannschaft der Hoffenheimer in der Regionalliga Südwest. Ab April 2023 stand er fortan regelmäßig in der Startelf der 2. Mannschaft.
Anfang März 2024 unterschrieb Drexler seinen ersten Lizenzspielervertrag bei der TSG mit einer Laufzeit bis Sommer 2027. Wenige Tage nach der Vertragsunterzeichnung gehörte er beim Ligaspiel gegen Eintracht Frankfurt dem Spieltagskader der 1. Mannschaft an und wurde dabei nach zwei roten Karten für die Innenverteidiger John Anthony Brooks und Ozan Kabak in der 2. Halbzeit für Anton Stach eingewechselt. Eine Woche später stand Drexler beim Heimspiel gegen den VfB Stuttgart erstmals in der Startelf der Hoffenheimer. Bei der Partie konnte der Innenverteidiger trotz einer deutlichen 0:3-Niederlage überzeugen und wurde im Anschluss von Trainer Pellegrino Matarazzo fest in den Kader der 1. Mannschaft aufgenommen. Im weiteren Verlauf der Saison 2023/24 spielte Drexler noch sechsmal für Hoffenheim. Zu Beginn der Spielzeit 2024/25 war er in der Startelf des Bundesligisten gesetzt, verlor diese Position aber im Laufe der Hinrunde und kam unter dem neuen Trainer Christian Ilzer ab Ende November 2024 nicht mehr zum Einsatz.
Für die Rückrunde wechselte Drexler daraufhin leihweise zum Zweitligisten 1. FC Nürnberg. Für die Franken stand er bei 14 Ligaspielen auf dem Spielfeld und erzielte dabei Ende Januar 2025 gegen den SV Darmstadt 98 sein erstes Tor im Profifußball. Nach Ablauf der Saison 2024/25 endete die Leihe und Drexler kehrte nach Hoffenheim zurück.

### Nationalmannschaft
Seit Oktober 2020 spielt Drexler für die unterschiedlichen Nachwuchsnationalmannschaften Deutschlands.

## Familie
Seine ältere Schwester Lisa Drexler ist ebenfalls im Fußball aktiv und spielt aktuell für die Frauenfußball-Abteilung des Karlsruher SC.